# Liste der Hochschulen in Lesotho
Die Liste der Hochschulen in Lesotho umfasst die in diesem afrikanischen Staat ansässigen tertiären Bildungseinrichtungen.

## Staatliche Einrichtungen
- National University of Lesotho – NUL, in Roma

## Private Einrichtungen
- Limkokwing University of Creative Technology, in Maseru[1]